# 花田菜美子
花田 菜美子（はなだ なみこ）は、日本で活動するミュージカル俳優および元バレエダンサーである。東京都世田谷区出身。劇団四季所属。

## 来歴
3歳からクラシックバレエを始め、その後はバレエダンサーとして活動していた。
。2005年11月に劇団四季オーディションに合格。2006年にコーラスライン京都公演のトリシア役で初舞台出演を果たした。

## 主な出演作品
- コーラスライン（トリシア）
- エビータ（アンサンブル）
- ライオンキング（アンサンブル）
- ウィキッド（アンサンブル）
- アイーダ（アンサンブル）
- キャッツ（2016年ジェニエニドッツ）